# Psaliodes corrosa
Psaliodes corrosa là một loài bướm đêm trong họ Geometridae.